# Dekanat Prusice
Dekanat Prusice – jeden z 33 dekanatów w rzymskokatolickiej archidiecezji wrocławskiej.
W skład dekanatu wchodzi 10 parafii:
- parafia św. Marcina → Barkowo
- parafia Podwyższenia Krzyża Pańskiego → Korzeńsko
- parafia św. Judy Tadeusza i św. Antoniego Padewskiego → Oborniki Śląskie
- parafia Najświętszego Serca Pana Jezusa → Oborniki Śląskie
- parafia św. Jana Chrzciciela → Powidzko
- parafia św. Jakuba → Prusice
- parafia św. Karola Boromeusza → Radziądz
- parafia Matki Bożej Częstochowskiej → Skokowa
- parafia Niepokalanego Serca Najświętszej Maryi Panny → Strupina
- parafia Trójcy Świętej → Żmigród